# Задарска кристална ноћ
Задарска кристална ноћ или Прогон задарских Срба 1991. је назив за рушилачки поход хрватских шовиниста у Задру 2. маја 1991. године, када је више од 2.000 Хрвата наоружаних палицама, моткама, каменицама, шипкама, флашама кренуло у уништавање и пљачкање имовине Срба (кућа или викендица) и локала фирми из СР Србије. Уништено је више од 130 објеката и 470 српских кућа.

## Претходница

### Политичке прилике
Задар је приморски град који се налази на обали Јадранског мора у Хрватској. Све до почетка 1990. године његови становници су живели складно без већих проблема или инцидената на националној основи.
Након одржаних вишестраначких избора у СР Хрватској 22. априла 1990. године у Задру је победила странка ХДЗ, која је у свом политичком програму јасно истицала жељу за независношћу тј. одвајањем СР Хрватске од СФРЈ. У целој СР Хрватској владала је велика еуфорија због победе ХДЗ на изборима, а након тога све чешће су се могле јавно видети слике усташких злочинаца (Анте Павелића, Алојзије Степинац, Макс Лубурић), усташки поздрави и чути усташке песме. Србима у СР Хрватској је то будило аветна сећања на прогоне и геноцид из времена НДХ.

Од маја 1990. до маја 1991. године ситуација се из дана у дан погоршавала и Срби су били страховито уплашени за своју личну сигурност и своје имовине. Редовно су се могли видети и усташки графити, а велики број Срба је преко телефона добијао претње да морају да се иселе из Задра и оду у СР Србију. Добијали су чак и претећа писма у којима је стајао потпис „ХДЗ”. Срби су добијали отказе на послу, а чак су им и деца у школама психо-физички малтретирана. У стамбеним зградама постојали су одређени чланови ХДЗ који су имали задатак да пазе на кретање својих комшија Срба.
У Задру је постојао велики школски центар намењен питомцима Југословенске народне армије. Управо та касарна ЈНА је била велики проблем новој хрватској власти. Након нереда на Максимиру 13. маја 1990. године у Загребу, Фрањо Туђман и влада коју је формирала ХДЗ су очистили полицију од српских кадрова. А крајем маја 1990. дошло је и то промене симбола у Хрватској. Петокрака је замењена шаховницом, па су тако и радници МУП Хрватске носили на капама шаховнице.
Од 1. марта 1991. хрватски полицајци су носили аутоматске пушке и ручне бомбе у редовним патролама. На свим прилазима Задру постављени су полицијски пунктови за контролу кретања људи и робе. Од тада је почело и малтретирање грађана српске националности од стране полиције. Руководство ХДЗ у Задру је почетком 1991. године сачинило списак кућа, викендица, локала чији су власници Срби, и које у наредним месецима треба уништити.

## Повод дивљања
Ујутро, 1. маја 1991. године на брду Штиковача у близини места Полача, које је већински насељено Хрватима, погинуо је припадник специјалне полицијске јединице „Поскоци” Франко Лисица (23). Према службеној верзији у Хрватској, Лисицу су убили побуњени Срби из Книна. Иако постоји велика сумња у ову информацију, пошто је хрватској пропаганди „била потребна жртва”, као и разлог за уништавање и пљачку српске имовине и прогон Срба са задарског подручја.

## Рушилачки поход
2. маја 1991. око 10 сати, почеле су се формирати колоне аутомобила у Задру у којима су били цивили наоружани палицама, гвозденим штанглама и чарапама преко главе. Узвикивали су усташке пароле и претње Србима да ће их клати. Тог дана хрватски полицајци су били „на одмору”. Око 15 часова у Задар стиже више од 10 аутобуса у којима су били младићи старости 18-25 година такође наоружани моткама и шипкама. И они су певали усташке песме и претили Србима. Док су ишли до железничке станице већ су поломили неке локале. Иза њих је била једна група деце старости 5-15 година који су пљачкали српску имовину. А након њиховог проласка, ишли су старији људи који су поливали бензином локале и палили их.
У послеподневним часовима, око 17 сати, тог 2. маја 1991. године, са места које се зове Гаженица, кренула је разјарена и наоружана маса ка центру града. У том рушилачком походу страдали су искључиво локали и куће чији су власници Срби. Међу том разјареном масом било је пуно припадника МУП-а Хрватске, који су подстрекивали младиће да уништавају, пљачкају и ломе српску имовину. Крајњи циљ је био да се задарски Срби иселе.
Употребљена је и велика количина експлозива, а полиција је тог 2. маја 1991. била повучена из града. Све то само потврђује да је овај поход био добро организован и недељама раније планиран. Јер већу количину експлозива поседује само МУП Хрватске. Према изјавама Љубимира Барешића, српска имовина је била минирана од стране организованих група хрватских полицајаца, и хрватских паравојника.

### Уништени објекти у Задру

#### Приватни локали Срба
1. Штрбац Недељко, бријачка радња,
2. Штрбац Владимир, кафић ДМД, потпуно уништен,
3. Милосављевић Мирослав, кројачка радња, демолирана,
4. Букарица Мирко, гостиона „Стари град”, потпуно уништена,
5. Корлат Ђуро, продавница лутака уништена и проваљено у стан који је демолиран,
6. Поповић Петар, кошаркаш „Задра”, кафић „Тајмаут”, уништен,
7. Ковачевић Стево, обућарска радња, разлупана,
8. Опачић Миодраг, видео-клуб „Бис”, однето 1.200 касета, 1 камера, 2 видео-рикордера, 5 рефлектора,
9. Матић Петар, салон обуће, опљачкан и уништен,
10. Кричка Божо, салон рубља, опљачкан и уништен,
11. Кнежевић Перо, кафић „Перо”, потпуно уништен,
12. Кнежевић Перо, кафић „Пен”, потпуно уништен,
13. Дукић Зорица, ташнерска радња, опљачкана и уништена,
14. Рајчевић Мирослав, локал конфекције на пијаци, потпуно уништен,
15. Бабац Сенака и Драган, пицерија „Пет бунара”, демолирана,
16. Миланковић Марија, гостионица „Мирни кутић”, демолирана,
17. Војводић Урош, кафић „Рава”, потпуно уништен (налази се на 100 м од полицијске станице),
18. Ратковић Веселин, кафић „Гоги”, демолиран,
19. Гњидић Војо, кафић „Јелена”, демолиран и уништен,
20. Кожул Глишо, кафић „Аквариј”, уништен,
21. Комазец Јово, кафић „Југа”, демолиран,
22. Ласковић Бранко, кафић „Булевар”, демолиран,
23. Арчаба Мирко, кафић „Амбасадор”, демолиран,
24. Остојић Марко, бутик „Либертас”, опљачкан и демолиран,
25. Богдановић Милан, кафић „Пејтон”, демолиран,
26. Кресовић Бранко, ауто-школа „Задар — инокс”, демолирана,
27. Алавања Миро, предузеће и самопослуга прехране, све уништено,
28. Голијанин Анђелко, предузеће за месне производе и прехрану, уништено,
29. Комазец Лепа, кројачка радња, уништена,
30. Продаја аутомобила „Весна”, демолиран,
31. Лакић Славко, фризерски салон, уништен,
32. Трговачка радња на „Билом бригу”, уништена,
33. Кафе бар „Кактус”, демолиран,
34. Пуповац Бошко, ресторан „бамби”, демолиран,
35. Гладовић Ђуро, кућица „Тибо” — продаја обуће, опљачкана и уништена,
36. Гладовић Љубо, кућица „Тибо” — продаја обуће, опљачкана и уништена,
37. Варећак Марија, дућан стакла, полупан,
38. Кнежевић Владо, кућица типа „Тибо” — продавница текстила, опљачкана и демолирана,
39. Вукојевић Бранко, кућица типа „Тибо” — продавница текстила, опљачкана и демолирана,
40. Вукић Урош, кућица типа „Тибо” — продавница ручне радиности, опљачкана и демолирана,
41. Димовски Зоран, киоск типа „Тибо”, опљачкан и демолиран,
42. Живановић Жика, киоск типа „Тибо”, опљачкан и демолиран,
43-48. Беговић, пет киоска типа „Тибо”, разна роба, уништени,
49. Цвијановић Милан, штанд за продају керамике,
50. Бабић Душан, киоск типа „Тибо”, продаја обуће, опљачкан и демолиран,
51. Ћук Љубомир, штанд за продају разне робе, опљачкан и демолиран,
52. Калуђеровић Мишо, кафић „Гурман”, демолиран,
53. Штрбац Стево, бријачки салон уништен, испред салона му запаљен аутомобил,
54. Шарић Живко, гостионица „Путник”, демолирана и запаљена,
55. Маричић Петар, постоларска радња, демолирана,
56. Пуповац Јованка, фризерски салон „Аријана”, демолиран,
57. Гладовић Љубомир, киоск продаје обуће, демолиран,
58. Корлат Никола, продавница слика, опљачкана и демолирана,
59. Маричић Божо, продавница ауто делова „Плимекс”, демолирана,
60. Павић Живко, сајџијска радња „Зенит”, демолирана,
61-75. 15 киоска, разних приватних власника на пијаци, роба опљачкана, киосци уништени,
76. Маричић Вељко и његов брат, киосци, уништени,
77. Приватни хотел, полупана стакла,
78. Пуповац Софија, педикирски салон, демолиран,
79. Савић Никола, месара, уништена,
80. Лакић Живко, бифе „Пролетер”, демолиран,
81. Гњидић Илија, радња за сувенире, демолирана.
82. Бјелановић Зоран, локал на пијаци уништен,
83. Кута Ђуро, кафић код банке демолиран,
84. Жужа Душко, пекара запаљена,
85. Гајић Винко, предузеће „Вијак” уништено,
86. Драча Слободан, комисион уништен,
87. Лежајић Невен, предузеће уништено,
88. Гаица Јово, гостиона „Козара” оштећена,
89. Гаица Дринко, предузеће оштећено.

#### Приватне српске куће
90. Сладаковић Марко, из Задра, кућа демолирана са намештајем,
91. Допуђ Димитрије, кућа-викендица у Поседарју код Задра, уништена и покрадена,
92. Златковић Јордан, кућа у Сукошану, потпуно срушена,
93. Алавања Петар, кућа у Сукошану, срушена и демолирана,
94. Вараћек Марија, на кући у улици Пут Бокањца, полупани прозори,
95. Јокић Војин, у Филипу Јакову код Задра, срушена и демолирана кућа и спаљен намештај,
96. Шкулић Милан и Дивна, мешани брак, Хрват — Српкиња, минирана кућа док су били на спавању, ујутру у 04.15,
97. Рељић Милан, из Загреба, минирана кућа на острву Виру,
98. Покрајац Томо, стан запаљен,
99. Недић Томислав, кућа опљачкана и разорена,
100. Кудра Никола, аутомобил „Ситроен”, запаљен
101. Мирковић Милош, кућа за одмор у Ражанцу, запаљена,
102. Глигоровић Милош, кућа у Ражанцу, запаљена,
103. Кресовић Ђуро, кућа запаљена,
104. Драча Раде, кућа запаљена,
105—126. Викендице, 22, више власника, на подручју Привлаке, Вира и Нина.

#### Локали друштвених Фирми из СР Србије
127. „Нови дом”, салон намештаја, Београд, салон демолиран и опљачкан у потпуности, опљачкана роба одвезена камионима, једна фотеља је запаљена испред зграде задарског суда,
128. Представништво „Јат”-а, потпуно демолирано,
129. „Путник” — Београд, услуге најма аутомобила, демолирано,
130. „Авис” — Београд, услуге најма аутомобила, демолирано,
131. „Беко” — Београд, иако раније исељен, локал је полупан,
132. „Меркур” — Бачка Паланка, продавница кожне галантерије, потпуно уништена и опљачкана,
133. „Клуз” — Београд, салон одеће, уништен,
134. „Југотурс” — представништво демолирано,
135. „Бетекс” („Алкар”) — Београд, продавница спортске одеће, опљачкана и демолирана,
136. „Петар Велебит” — Београд, продавница обуће, демолирана и опљачкана,
137. „Обућа” — Београд, продавница обуће, демолирана и запаљена,
138. „Фрушка гора” — Рума, продавница обуће, опљачкана и демолирана,
139. „Југобанка” — Београд, разбијени излози,
140. „Чик” — Куманово, продавница обуће, демолирана и опљачкана,
141. „Стандард” — Зајечар, продавница кожне галантерије, демолирана и опљачкана,
142. „Симпо” — Врање, салон намештаја, демолиран и опљачкан,
143. „Војводина” — Стара Пазова, салон намештаја, опљачкан и демолиран,
144. „Ледерланд” Београд — локал на пијаци,
145—148. „Борба” — четири киоска, уништена и запаљена.

#### Уништени објекти у Бибињама
1. Павловић Бранко, из Корлата код Бенковаца, кућа спаљена,
2. Бојчић Гојко, ради у Швајцарској, кућа спаљена,
3. Др Боројевић, ради у Швајцарској, кућа опљачкана и спаљена,
4. Кресовић Милош, из Задра, кућа опљачкана и спаљена,
5. Кошевић Петар, из Задра, кућа опљачкана,
6. Ковач Милош, из Задра, кућа опљачкана и запаљена,
7. Вујатовић Мирко, из Задра, кућа спаљена,
8. Руменић Стево, из Задра, кућа запаљена,
9. Кресовић Ђуро, из Задра, кућа демолирана,
10. Самолов Стојан, кућа спаљена,
11. Рокнић Перо, кућа спаљена,
12. Др Живорад Зојић, кућа спаљена,
13. др Душан Рњак, кућа спаљена,
14. Ожеговић Страхиња, кућа спаљена,
15. Жунић Симо, кућа спаљена,
16. Павловић Владо, опљачкана кућа,
17. Ожеговић Мирко, опљачкана кућа,
18-27. Десет кућа у делу званом „Пунта”, запаљено,
28-37. петнаест кућа, у делу званом „Режани”, запаљено.

## Индиције о извршиоцу
1. Ливљанић Иво, председник општине Задар, касније амбасадор Хрватске у Ватикану,
2. Шекс Владимир, потпредседник хрватског парламента,
3. Шале Петар, високи функционер ХДЗ из Загреба,
4. Брзоја Љ. Иван, рођен 12. октобар 1954. године у Надину, општина Бенковац, начелник ПУ Задар,
5. Икић Ј. Анте, рођен 22. мај 1953. године у Горици, општина Задар, радник ПУ Задар,
6. Станић Томислав, високи функционер МУП Хрватске, начелник полиције у Задру.[2]

## Последице
Дан касније, 3. маја 1991. године Задар је био опустошен град, а у њему су биле банде које су и даље вршили пљачкање имовине Срба. Након овог рушилачког похода и пљачкања, велики број Срба из Задра и околине није се више осећао сигурно и многи се одлучују на исељавање. Отишло је више од 80 % Срба који су до 1991. живели и радили у Задру. А то је и била жеља локалног руководства ХДЗ.
Занимљиво је да за овај рушилачки поход и пљачкање нико још није одговарао, и да хрватско Тужилаштво није подигло ниједну оптужницу, иако се све одиграло по дану, па су хиљаде људи могли да виде шта се дешава.
Године 1992. је Окружни суд у Задру читав предмет о кривичном делу уништења и отуђења туђе имовине у Задру 2. маја 1991. проследио на Жупанијски суд у Сплиту, а одатле је опет све прослеђено Војном Тужилаштву Хрватске у Загреб, где је 2002. године случај затворен. Што значи да нико неће одговарати за организовање и извршење овог кривичног дела.